# 埃桑峰
埃桑峰（Piz d'Esan）是瑞士的山峰，位於該國東南部，由格勞賓登州負責管轄，屬於利維尼奧阿爾卑斯山脈的一部分，海拔高度3,126米，每年平均降雨量1,367毫米。